# Mindre ärtmussla
Mindre ärtmussla (Pisidium moitessierianum) är en musselart som beskrevs av Paladihle 1866. Mindre ärtmussla ingår i släktet Pisidium, och familjen ärtmusslor. Arten är reproducerande i Sverige.

## Bildgalleri